# Pegasův čtverec

Souhvězdí Pegase s podzimním čtyřúhelníkem.

Animovaný pohled na souhvězdí Pegase.

Pegasův čtverec je asterismus, který tvoří tři hlavní hvězdy souhvězdí Pegas a jedna hvězda ze souhvězdí Andromedy. Konkrétně jde o hvězdy: Markab (α Pegasi), Scheat (β Pegasi), Algenib (γ Pegasi) a Alpheratz (α Andromedae, dříve označovaná jako δ Pegasi).  
Čtverec je výrazným útvarem na podzimní obloze severní polokoule a slouží jako orientační bod pro vyhledávání dalších astronomických objektů. Například osa spojující α Pegasi a α Andromedae ukazuje směr k Galaxii v Andromedě (M31), zatímco opačný směr vede k hvězdokupě M 15. Prodloužením osy mezi β Pegasi a α Andromedae lze najít galaxii M 33, známou také jako Galaxie v Trojúhelníku.  
Díky své poloze blízko nebeského rovníku je Pegasův čtverec viditelný z většiny částí Země, kromě oblastí jižněji než 45° jižní šířky. Nejvhodnější období pro jeho pozorování je od září do listopadu.  